# Myszołów rdzawosterny
Myszołów rdzawosterny (Buteo jamaicensis) – gatunek ptaka z rodziny jastrzębiowatych (Accipitridae). Duży i krępy drapieżnik. Prawdopodobnie najpospolitszy z wszystkich gatunków myszołowów z Ameryki Północnej.

## Podgatunki
Blisko spokrewniony z myszołowem patagońskim (B. ventralis). Wyróżniono kilkanaście podgatunków B. jamaicensis:
- B. jamaicensis alascensis Grinnell, 1909 –  południowo-wschodnia Alaska, południowo-zachodnia Kanada.
- myszołów alaskański[4] (B. jamaicensis harlani) (Audubon, 1830) – środkowa Alaska, północno-zachodnia Kanada. Podnoszony przez część autorów do rangi odrębnego gatunku Buteo harlani[7].
- B. jamaicensis calurus Cassin, 1855 – zachodnia Ameryka Północna.
- B. jamaicensis borealis (J. F. Gmelin, 1788) – wschodnia Ameryka Północna.
- B. jamaicensis kriderii Hoopes, 1873 – południowo-środkowa Kanada, północno-środkowe USA. Międzynarodowy Komitet Ornitologiczny (IOC) uznaje tę populację za jasną odmianę B. j. borealis.
- B. jamaicensis socorroensis Nelson, 1898 – wyspa Socorro (na zachód od Meksyku). IOC wlicza tę populację do B. j. calurus.
- B. jamaicensis suttoni Dickerman, 1993  – południowa Kalifornia Dolna (Meksyk).
- B. jamaicensis fuertesi Sutton & Van Tyne, 1935 – południowo-zachodnie USA, północny Meksyk.
- B. jamaicensis fumosus Nelson, 1898 – Islas Marías.
- B. jamaicensis hadropus Storer, 1962 – środkowy Meksyk.
- B. jamaicensis kemsiesi Oberholser, 1959 – południowy Meksyk do Nikaragui.
- B. jamaicensis costaricensis Ridgway, 1874 – Kostaryka, zachodnia Panama.
- B. jamaicensis umbrinus Bangs, 1901 – Floryda (USA).
- B. jamaicensis solitudinis Barbour, 1935 – Bahamy, Kuba. IOC wlicza tę populację do B. j. umbrinus.
- myszołów rdzawosterny[4] (B. jamaicensis jamaicensis) (J. F. Gmelin, 1788) – Jamajka, Hispaniola, Portoryko, północne Małe Antyle.

## Morfologia

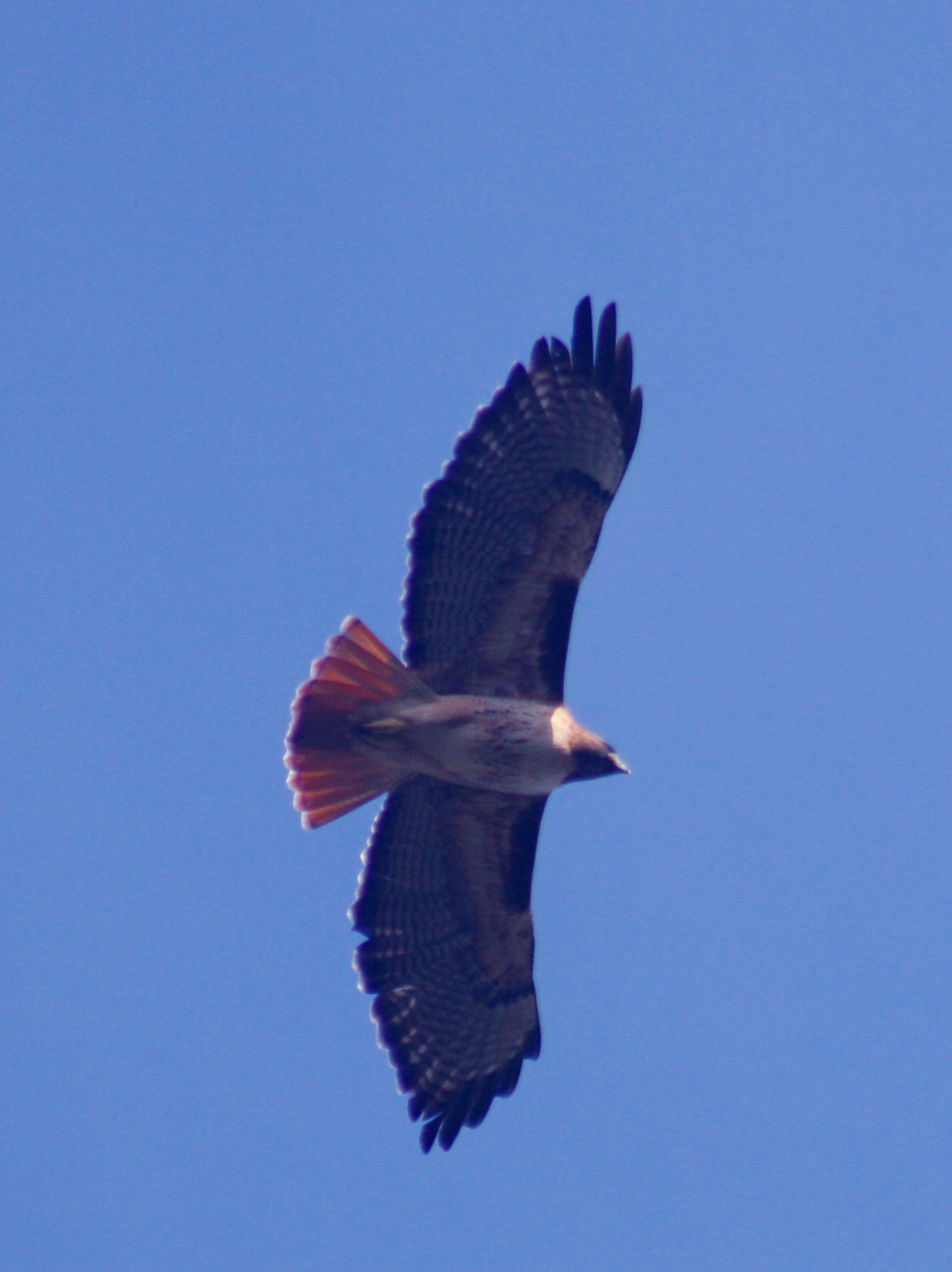
Myszołów rdzawosterny w locie

WyglądSzerokie skrzydła, wachlarzowaty ogon. Znane są dwie odmiany barwne:
- Odmiana jasna – głowa, gardło i grzbiet ciemne; ogon ceglasty, pierś biała.
- Odmiana ciemna – wierzch i spód ciała ciemny, ogon i pierś rdzawe.

Rozmiary
Długość ciała: samce 45–56 cm, samice 50–65 cm
Rozpiętość skrzydeł: 114–133 cm
Masa ciała: samce 690–1300 g, samice 900–1460 g

## Zasięg i środowisko
Ameryka Północna, w tym Środkowa, aż po Panamę i wyspy położone w basenie Morza Karaibskiego. Północne populacje są wędrowne.
Występuje w wielu różnych środowiskach, preferując tereny otwarte i półotwarte do żerowania oraz drzewostany do przesiadywania i gniazdowania. Jest tolerancyjny wobec działalności człowieka, pary nieraz gniazdują wzdłuż hałaśliwych autostrad w wielu dużych miastach w USA.

## Rozród

Gniazdo z pisklętami

Masywne gniazdo zbudowane z patyków umieszczone jest na wysokim drzewie liściastym lub iglastym, bądź na słupie linii energetycznej, klifie lub (rzadko) budynku. To samo gniazdo jest często wykorzystywane w kolejnych latach. W zniesieniu 2–5 jaj, zwykle 3 lub 4 w większości zasięgu występowania. Inkubacja trwa 28–35 dni. Wysiadują oboje rodzice, ale głównie samica, samiec dostarcza pożywienie wysiadującej samicy. Gdy pisklęta się wyklują, samica karmi je, rozrywając pożywienie na małe kawałki. Większość pożywienia dla samicy i piskląt dostarcza samiec. Młode zaczynają opuszczać gniazdo po 42–46 od wyklucia.

## Pożywienie
Skład diety myszołowa rdzawosternego jest zróżnicowany, ale przeważnie żywi się on małymi gryzoniami (stanowią do 85% pożywienia). Poluje też na większe ssaki (np. na królaki florydzkie), a także na gady i ptaki (jego ofiarą często padają samce epoletników krasnoskrzydłych).

## Status
Międzynarodowa Unia Ochrony Przyrody (IUCN) uznaje myszołowa rdzawosternego za gatunek najmniejszej troski (LC – least concern) nieprzerwanie od 1988 roku. Trend liczebności populacji uznaje się za wzrostowy.